# Baskin-Robbins
Baskin-Robbins er en amerikansk is- og kage-cafékæde, der er ejet af Inspire Brands. Baskin-Robbins blev etableret i 1945 af Burt Baskin og Irv Robbins i Glendale, Californien. De har hovedkvarter i Canton, Massachusetts sammen med Dunkin' Donuts. De har 8.000 ishuse i USA.